# Даниял-бий
Даниял-бий (узб. دانیال بیی / Doniyol-biy; 1720 — 1785, Бухара) — второй представитель узбекской династии Мангытов, который правил в Бухарском ханстве и являлся регентом при последних бухарских ханах Фазил-бие и Абулгази-хане в 1758—1785 годах. До прихода к власти, являлся наместником бухарских ханов в Кермине, Мианкале (1740—1758) и в Гиссаре (1757—1758).
Даниял-бий не принял ханского титула и довольствовался титулом аталыка, а все последующие правители Бухарского эмирата, являвщиеся его потомками, принимали титул эмира.
При Даниял-бие были возобновлены действия по укреплению государственных связей Бухарского ханства с Российской и Османской империями.

## Происхождение
Даниял-бий родился в семье узбекского аристократа Худаяр-бия, принадлежавшего к роду мангытов.
Начало усиления политического влияния представителей узбекской мангытской аристократии в Бухарском ханстве относится к началу XVII века. Но реальный рост их могущества произошёл в 1712 году после назначения Худаяр-бия на пост аталыка — первого министра при дворе Абулфейз-хана (1711—1747). С этого времени брат Даниял-бия, Мухаммад Хаким-бий, поочерёдно был назначен на посты диванбеги (1712—1721) и аталыка (1721—1743).
Мухаммад Хаким-бию приписывалось сохранение Бухарского ханства от ввязывания в войну с правителем Ирана Надир-шахом, в период его похода на Мавераннахр. Тогда, будучи аталыком Бухарского ханства, он пошёл на мирные переговоры с Надир-шахом, тем самым усилив свою власть в государстве и сделав Абулфейз-хана полностью зависимым от себя.

## Политика и военная деятельность

### Бек вилайетов Бухарского ханства
Даниял-бий был известен иранскому Надир-шаху ещё со времён завоевательного похода шаха на современную территорию Афганистана, во время которого Даниял-бий присоединился к шахскому войску. Позже, в 1740 году, после подчинения шаху Абулфейз-хана и перехода фактической власти в руки Мухаммад Хаким-бия, Даниял-бий был назначен беком Кермины и Мианкаля. В 1756 году, он был вновь утверждён на свою должность Мухаммад Рахим-ханом и получил один из высших титулов — парваначи. Гиссарский вилайет был передан Даниял-бию Мухаммад Рахим-ханом в 1757 году.

### Приход к власти и внутренняя политика
Даниял-бий, наследовавший власть в 1758 году, после смерти Мухаммад Рахим-хана, уже не носил ханского титула, довольствуясь званием аталыка. На бухарский престол были возведены подставные ханы, от имени которых аталык управлял государством. Так как сыновей у Мухаммад Рахим-хана не было, то после его смерти ханом был провозглашён его малолетний внук от дочери — Фазил-бий.
Известие о смерти Мухаммад Рахим-хана немедленно вызвало восстание областных правителей против центральной власти. Вспыхнули, но вскоре были подавлены серьёзные восстания беков Нуратинского и Гузарского вилайетов и мятеж так называемых «семи племён» (етти-уруг), обитавших по Зерафшану. В других вилайетах беки начали воевать друг с другом. Вся страна от Мианкаля до Шахрисабза, Гузара, Байсуна, Ширабада и Гиссара была охвачена усобицами.
Глава племени юз Фазиль-бий, выступив из Ходжента в Ура-Тюбе, захватил Самарканд и взял в плен самаркандского наместника Барат-бия со всеми его родными и близкими. Отсюда юзы начали двигаться на Мианкаль, где к ним присоединились хитай-кипчаки «семи племён». Ряд городов были захвачены мятежниками. Местные эмиры побуждали Фазиль-бия юза идти на Бухару и захватить верховную власть в свои руки. Даниал-бий выступил с войсками против мятежников и дойдя до Кермине, вступил в переговоры с Фазиль-бий юзом. Восставшие выразили готовность подчиниться, при условии удаления малолетнего хана Фазил-бия. «Вот если бы сам аталык посягнувший на управление государственными делами, вступил на престол, то этим создал бы себе у народа доброе имя», писал один из бухарских историков.
На основании состоявшего соглашения, Даниал-бий по возвращении в Бухару свергнул с престола Фазил-бия и отправил его с родителями в Карши. На бухарский престол был воздвигнут Аштарханид Абулгази-хан (1758—1785). Новый хан являлся фиктивным, подставным, но с его именем чеканилась монета. Без согласия аталыка Абулгази-хан не смел даже выходить из дома. Все обязанности его заключались в том, что по пятницам его одевали в пышный ханский костюм и сажали на трон в зале для аудиенции — куриниш-хона, где к нему являлись на праздничный поклон все сановники, начиная с Даниял-бия. По окончании церемонии, с хана снимали парадный халат и в сопровождении одного стремянного отправляли запросто по бухарским улицам в его помещение. Хан даже и не жил в ханском дворце Арк.
Сведения источников о внутреннем положении Бухарского ханства в эпоху Даниял-бия крайне недостаточны и противоречивы. Один из бухарских историков первой четверти XIX века Абдул-Карим Бухари отмечал, что при Даниял-бие в Бухаре была дешевизна и страна отличалась благоустройством. Однако из сообщений бухарского историка и сына Даниял-бия Мухаммад Якуба Бухари можно установить, что положение массы городского и сельского населения в рассматриваемое время заметно ухудшилось. Этому способствовало не только обострение общей политической обстановки в ханстве, но и введение ряда новых налогов, считавшихся даже в условиях того времени незаконными, то есть несогласными нормам шариата (ясак, салык, яргу и др.). Даниял-бий, по словам Мухаммад Якуба Бухари, как и Мухаммад Рахим-хан пользовался славой щедрости и гуманного правителя, хотя мало вникал в государственные, особенно в финансовые дела. Во всех важных государственных делах совещался с духовенством, без согласия которого он будто бы «не делал ни шагу». По М. А. Абдураимову, при Даниял-бие наблюдалось централизация государственной власти. А по П. П. Иванову, положение центральной власти было непрочным. Государством фактически управляли верховный кушбеги Мухаммед Давлат и главный бухарский казий Низамиддин, заботившиеся в основном только о своём обогащении и по существу ничего не делавшие для улучшения жизни населения.
Даниал-бий крепко держал в своих руках власть, имея на своей стороне не только войско, но и духовенство и влиятельных суфийских шейхов. Для войска он не жалел издержек: командный состав был обеспечен доходами с земельных пожалований — «танхо». Каковы были эти доходы, можно судить по свидетельству екатерининского сержанта Ф. С. Ефремова, бывшем рабом у Даниал-бия и выслужившего до чина юзбаши (сотника). Он был наделён «землёю, с которой собиралось в год до 300 червонных, кои в России меняются по 3 рубля». Принимая во внимание тогдашнюю дешевизну бухарской жизни, нельзя не признать более чем достаточной оплату службы армейского капитана, к которому Ф. С. Ефремов приравнивал чин юзбаши. Всего войска, по наблюдению Ф. С. Ефремова, у Даниял-бия было до 10 тысяч. Только незначительная часть нукеров имела фитильные ружья, большинство же было вооружено пиками и саблями.

### Разгром заговорщиков и усмирение мятежей
Эмиры узбекских племён юз, кенагас, буркут, бахрин и сарай, которые насильственно были переселены Мухаммад Рахимом в Гиссарский вилайет, не смели проявлять своё недовольство при его жизни. Но в 1758 году, узнав о его смерти, племя собрали до 10 тысяч вооружённых соплеменников и привели их в Бухару. У рядовых и бедных кочевников было много оснований для недовольства своим положением. Это недовольство использовали эмиры, направив племена против власти Мангытов.
Собравшись во дворе большой соборной мечети, эмиры порешили захватить власть в столице и свергнуть Мангытскую династию. Однако Даниял-бием аталыком были предприняты ряд меры, которые парализовали силы заговорщиков. Усилив охрану Арка, в то же время он послал к эмирам потомка Махдуми Азама ишана Исхак-ходжу, с целью склонить их к примирению. На уговоры ишана откликнулся только один из них, вождь бахринов, остальные же начали открыто призывать к мятежу. Тогда Даниял-бий выслал против них войско, велел перегородить улицы, чтобы затруднить передвижение конницы и призвал горожан к защите ханской династии против наступавших племён.
Централизаторская политика Мангытов соответствовала интересам торгово-ремесленного населения города Бухары и оно довольно активно выступило против восставших. Конечно, основной силой горожан были бедняки города, которые стали разрушать находившиеся в городе богатые дома вождей племён. Вот как описываются эти события в исторической хронике Мухаммад Шарифа «Тадж-ут-таварих»:
Бедняки, нищие, бродяги и сироты ужасающей толпой бросились на знатных, стали творить насилия, грабить и бить гордых [эмиров]. Ударами палок и камней они ранили и убивали мятежников, грабили их жилища, захватывали имущество и вещи, поджигали постройки, только пыль и дым поднялись от их богатых домов. Большинство заговорщиков было уничтожено, едва ли одна тысячная часть их выбежала из города живыми, потеряв своих жен, детей, имущество и достояние.
После разгрома заговорщиков, многие крупные эмиры были казнены, но это не прекратило борьбы феодалов против Даниял-бия. Вскоре аталык выступил против Фазил-бия юза, захватившего Самаркандский вилайет и жёстоко разгромил вновь возникшее восстание в Мианкале. Даниял-бий, вслед за тем совершил два похода на Карши, где находились Нарбута-бий и присоединённые к нему эмиры Гузарского и Шахрисябзского вилайетов. Крепость была покорена аталыком после шестимесячной осады и смерти Нарбута-бия.
Централизаторская политика бухарского правительства пользовалась поддержкой торгово-ремесленного населения городов даже в таких отдаленных местностях, как Шахрисябз. Это видно, например, по обороне городка Сангфуруш, где значительное торгово-ремесленное население долгое время сохраняло верность к Мангытам, несмотря на восстание всей окружающей кочевой степи. В исторических сведениях рассказывается, что в 1782 году Даниял-бием был взят крепость Нурата.

### Отношения Даниял-бия с его старшим сыном Шахмурадом
Шахмурад был назначен отцом управлять Самаркандским вилайетом. Несмотря на свое крайнее увлечение дервишизмом и большую склонность к религии он проявлял себя как очень энергичный правитель. Шахмурад стремился привлечь на свою сторону дервишские братства и находившиеся под влиянием их народные массы.
Шахмурад ещё при жизни своего отца резко отмежевал себя за свою ревность к шариату и заботу о строгом благочестии от отца и братьев. Он вступил в число дервишей и сделался учеником шейха Сафара. В народе Шахмурад получил прозвание «Амир маъсум» («Безгрешный эмир»). Шейх Сафар сначала отказался принять его и потребовал от него, чтобы он в знак покаяния и разрыва с обычаями своих родственников принял на себя исполнение унизительных обязанностей на базаре. Шахмурад согласился с требованием, чем навлёк на себя гнев отца. По словам Мухаммад Якуба Бухари, Даниял-бий, вообще отличавшийся резкостью и грубостью в выражениях, бранил Шахмурада за его вмешательства в дела управления. Тем не менее старый аталык был вынужден подчиниться требованиям своего благочестивого сына, чем и объясняются слова Мухаммад Якуба Бухари об отмене «новшеств» в конце правления аталыка.
Уже после смерти Даниялбия, под предлогом ревности к шариату Шахмурад лишил жизни главных сподвижников своего отца, кушбеги Мухаммед Давлата и главного казия Низамиддина. Влияние Шахмурада была настолько сильно, что видя все возрастающую его популярность Даниял-бий вынужден был назначить его своим наследником.

### Последние время правления
В 1785 году, в Бухаре вспыхнула крупное восстание, после которого к власти пришёл Шахмурад. Особенно острое недовольство населения вызвали злоупотребления Мухаммед Давлата и Низамиддина, которые бесконтрольно распоряжались финансовыми делами государства, в том числе сбором налогов. Массовые насилия и злоупотребления налоговых сборщиков стали настолько распространенным явлением, что вызывали оппозиционные настроения даже в среде бухарского духовенства, называвшего иногда аталыка «тираном» (залим).
О широком размахе этого движения говорило уже то, что в ходе его было убито более тысячи человек. Для подавления восстания, Шахмураду пришлось пойти на уступки горожанам Бухары: он торжественно дал населению тарханную грамоту, то есть привилегию в налоговом и некоторых других отношениях. Автор хроники «Фатхнамеи султани» Мухаммед Алим Бухари так описывает причины этого пожалования. «Говорят, что положение жителей Бухары было очень тяжко и мучительно. Простой народ и бедняки во время правления Даниял-бия испытывали насилия и вымогательства со стороны служилых — сипахи, собиравших разного рода налоги „олук ва солук“. В связи с этим Шахмурад указом освободил жителей города Бухары от налогов, выдав им тарханную грамоту».

## Внешняя политика
В 1761 году Даниял-бий направил посольство в Российскую империю во главе с Кули-беком тупчи-баши. Кроме того, из бухарских послов, приезжавших в Россию в 1774 и 1779 годы, особенно известен Ирназар Максудов, который приезжал к Екатерине Великой. Посольства Ирназара Максудова способствовали укреплению бухарско-российских отношений. В условиях экономической изоляции Средней Азии, падения значения Великого шелкового пути, Ирназар Максудов выдвинул смелую и сложную идею — проект поворота торговых сношений Восточной Азии с Западной Европой на их первоначальный путь, в бухарско-русские пределы. Существовавшие исторические условия не позволили реализоваться этой идее. Имя Ирназара носило одно из бухарских медресе, вследствие чего распространилось мнение, совершенно неосновательное, будто деньги на постройку этого медресе были даны Екатериной. В 1785 году в Россию приезжал его сын Шериф. Официальных посольств из Оренбурга в среднеазиатские ханства в XVIII веке, если не считать отправления торговых караванов, было только одно, именно посольство переводчика М. Бекчурина в Бухару в 1780—1781 годы. В ответ на предложение русского правительства о заключении торгового договора в 1781 году, Даниял-бий писал, что он запросит по этому поводу мнение беков «всех 92-х родов» и что «в узбекском народе такое обыкновение, что всякое дело и совет делается по согласию друг друга».
Даниял-бием были возобновлены действия по укреплению государственных связей с Османской империей. Им были направлены в Константинополь три посольства во главе Ирназаром Максудовым, которое было пропущено через Россию и два раза Мухаммед Шарифом в 1783—1784 годах, которые были встречены османским султаном Абдул-Хамидом I (1773—1789). В ответ Абдул-Хамидом I в Бухарское государство было отправлено посольство во главе Махмуд Сейдом, которое прибыло в Бухару уже после смерти Даниял-бия в 1786 году и было принято его сыном Шахмурадом.
Новые смуты и восстание йомудов в Хорезме вынудили Мухаммад Амина, несмотря на убийство бухарского ставленника Тимур Гази-хана, бежать в Бухару, где аталык Даниял-бий согласился оказать ему помощь. Благодаря этому Мухаммад Амину удалось в 1770 году нанести полное поражение йомудам. Это событие хивинский историк считает началом возрождения к новой жизни Хорезма, которое перед этим дошло до крайней степени разорения. По словам бухарского историка, Мухаммад Амин, пока был жив Даниял-бий, постоянно оказывал ему уважение и жил с ним в мире. Политические соперники Мухаммад Амина обращались за помощью к бухарскому аталыку Даниял-бию и с помощью бухарских войск пытались овладеть властью, но без успешно.
Даниял-бий был в хороших отношениях с правителем Мерва Байрамали-ханом и называл его своим сыном. По историческим данным, Байрамали-хан, услышав о кончины Даниял-бия, отправлял нескольких своих сановников в Бухару с соответствующими подарками и соболезнованием. В Мерве был объявлен траур по Даниял-бие.

## Политика в области культуры
Даниял-бием, в саду Чармгарчорбог в Кермине, были отремонтированы резиденция и мечеть Абдулла-хана II, улучшен сад и посажены чинары. В середине резиденции были построены хауз и дополнительные здания. При нём началось строительство комплекса Халифа Худойдод в Бухаре.
Даниял-бий не был ревнителем шариата, как последующие бухарские эмиры.

## Ефремов при дворе Даниялбия
В начале июля 1774 году унтер-офицер Российской империи Ф. С. Ефремов был захвачен казахами, а те продали его в Бухару и был подарен Даниял-бию. Здесь он, начал службу сторожем во дворце, успев заслужить доверие Даниялбия, дослужился до чина юзбаши (сотника). Ф. С. Ефремов участвовал в бухарских походах, за что был пожалован землей и деньгами. По поручению аталыка он ездил в Хиву и Мерв. Воспользовавшись начавшимся походом в Хорезм, добыв паспорт в Коканд, он бежал из Бухары в Коканд, оттуда проник через Кашгар, Яркенд и Тибет в Индию, откуда через Англию вернулся в Россию, после девятилетнего странствования. В 1783 году был принят Екатериной II, пожалован в прапорщики и определён в Коллегию иностранных дел переводчиком с восточных языков. Завершил карьеру в чине надворного советника. Его «Девятилетнее странствование и приключения в Бухарии, Хиве, Персии и Индии и возвращение оттуда через Англию в Россию» издано в Санкт-Петербурге в 1786 и 1794 годы и в Казани в 1811 году.

## Семья
По свидетельству Ф. С. Ефремова, Даниял-бий имел шесть жён и шесть наложниц, купленных калмычек и персиянок. От всех жён и наложниц он имел десять сыновей и столько же дочерей.
Наследником и старшим сыном Даниял-бия был Шахмурад. Все последующие эмиры Бухарского эмирата являлись потомками Даниял-бия.
Также из известных сыновей Даниял-бия является бухарский историк Мухаммед Якуб Бухари.

## Смерть
Даниялбий умер в 1785 году и был похоронен возле могилы Бахауддина Накшбанда в Бухаре. После Даниял-бия к власти пришёл его наследник и старший сын Шахмурад, которому также перешло его звание «Амир ул-умаро» и должность аталыка. В том же году, свергнув последнего номинального хана Аштарханида Абулгази-хана, он официально объявил себя амиром — главой государства, и повёл борьбу за усиление Бухарского государства.
Монеты выпускались с именем Даниял-бия, лишь после его смерти, при бухарских эмирах Шахмураде (1785—1800) и частично при Хайдаре (1800—1826).